# Манастир Сумела
Манастир Сумела (грч. Παναγια Σουμελα) је православни манастир Цариградске патријаршије, подигнута крајем IV или почетком V века на каменој стени Трабзон у Малој Азији (данашња Турска). Од краја IV века у њему се чува икона Пресвете Богородице Панагиа Сумела чудесно, коју је, према предању, насликао сам апостол Лука. 1923. након размене становништва између Грчке и Турске, икону су са собом пренели Понтијски Грци.

## Историја
Оснивање манастира приписује се извесном монаху Варнави (између 375. до 395. године), а његову након арапског разарања у IV веку, светом Софронију.
Током византијског периода манастир је уживао наклоност неколико генерација царева, и постао најутицајнији и најбогатији на територији Понта у доба Трапезунтског царства (1204—1461). Након пада царства све привилегије су потврђене са султаном Селимом I и свим следећим османским владарима.
Највећи процват манастира био је током XVIII—XIX века.
Након прогона грчког православног становништва из Анадолије, монашки живот у манастиру Сумела је замро. Светиње које су се чувале у манастиру, укључујући и икону Панагиа Сумела, понели су Грци са собом, а од 1930. године, се чувају у новом манастиру Сумела у близини града Вериа у Македонији.
Током више векова, манастир Сумела било светиња, не само Грке, већ и за хришћане широм света, али је турска власт била веома непријатељски настројена према православним ходочасницима. По је први пут постало могуће тек 2007. године.
2010. године, турско Министарство културе, на захтев Васељенске патријаршије је одобрила да буде домаћин првог богослужења у манастиру Сумела. 15. августа 2010, дан Успења Пресвете Богородице, Васељенски патријарх Вартоломеј служио је Литургију у манастиру заједно са неколико стотина ходочасника из различитих земаља.
У септембру 2015. године манастир је затворен за посетиоце због реконструкције.

## Галерија
- Interior
- Frescoes
- Rock Church